# Société française de production
Pour les articles homonymes, voir SFP.
 (juin 2013).
Si vous disposez d'ouvrages ou d'articles de référence ou si vous connaissez des sites web de qualité traitant du thème abordé ici, merci de compléter l'article en donnant les références utiles à sa vérifiabilité et en les liant à la section « Notes et références ».
La Société française de production (SFP), de son nom complet Société française de production et de création audiovisuelles, était un acteur majeur du marché de la prestation audiovisuelle et cinématographique en France.
Au départ entreprise publique de production et de création issue du démantèlement de l'ORTF de 1975, la SFP est privatisée en 2001 puis reprise par le groupe Euro Media Télévision associé au Groupe Bolloré.
L'entreprise est devenue la tête du groupe regroupant les sociétés Euro Media Télévision, SFP, VCF, DVS, Livetools et Tatou ; ces sociétés sont fusionnées en 2010 au sein du groupe Euro Média France et la SFP disparait en tant que telle. Euro Média France fait partie d’Euro Media Group, implanté dans six pays européens.
La SFP travaillait sur tous les marchés que ce soit le divertissement, le jeu, la fiction et le sport. Elle offrait également un large éventail d’espaces et de services sur plus de 130 000 m2.

## Historique

### Création
La loi no 74-696 du 7 août 1974 supprime l’Office de radiodiffusion télévision française et crée sept organismes autonomes, dont trois sociétés nationales de programme de télévision, une société nationale de radiodiffusion sonore, deux établissements publics à caractère industriel et commercial chargés de la production et de la diffusion et un institut national de l'audiovisuel, chacun d'eux étant placés sous la tutelle du Premier ministre.
Jean-Charles Edeline, qui avait entièrement rénové le circuit d'exploitation des salles UGC, est nommé en conseil des ministres président du futur établissement public chargé de la production.
La loi no 74-696 entre en application le mercredi 1er janvier 1975 et consacre la naissance officielle de la Société française de production et de création audiovisuelles (SFP), société anonyme de droit privé, à capitaux publics majoritaires (99,74 %), chargée par la réforme de fabriquer des émissions selon les besoins des trois chaînes nationales et de prêter son concours au cinéma et à la publicité. Elle hérite par dévolution du personnel et du matériel lourd de production (cars vidéo, studios des Buttes-Chaumont) de l'ex office.

### Acquisitions
En 1975, la SFP rachète le théâtre de l'Empire à Paris et le transforme pour 40 millions de francs en une rutilante salle de spectacle, parfaitement équipée pour les retransmissions de jeux et de variétés, mais cette salle ne sert guère qu'aux émissions de Jacques Martin et à quelques émissions de variété de Guy Lux.
En 1978, la SFP entreprend la construction de huit studios mixtes (télévision et cinéma) sur 25 hectares, à Bry-sur-Marne, à côté du site de l'Institut national de l'audiovisuel, mais le monde du cinéma ne se laisse pas séduire par les perspectives et les quelques coproductions SFP se soldent par des échecs commerciaux.
Ces échecs commerciaux, auxquels s'ajoutent celui de la vidéotransmission et la fin du régime de commandes préférentielles des chaînes publiques de télévision en 1979, creusent un déficit de 200 millions de francs fin 1978, malgré un budget de 1,273 milliard de francs assuré par une part de la redevance audiovisuelle à hauteur de 687 millions de francs et par les prestations vendues aux trois sociétés nationales de programme de télévision pour 586 millions de francs. Cette situation conduit au remplacement du PDG par un conseiller de la Cour des comptes, Bertrand Labrusse, chargé de restructurer l'entreprise en allégeant les effectifs. Le plan de restructuration prévoit 424 licenciements, 130 reclassements ou départs négociés et 200 autres pour les deux ans à venir; il s'accompagne d'une grève.

### Service public
En application de la loi du 29 juillet 1982 sur la communication audiovisuelle, la SFP est incluse dans le service public de la radiodiffusion sonore et de la télévision. Un décret du 17 septembre 1982 crée formellement la société nationale, dont les statuts sont approuvés par un décret du 31 décembre 1982. En vertu de l'article 52 de la loi n°86-1067 du 30 septembre 1986 relative à la liberté de communication, la SFP est « chargée de produire ou de faire produire des œuvres et des documents audiovisuels » et « fournit des prestations, notamment pour le compte des sociétés nationales de programme ».
Le même article dispose expressément que la SFP est soumise à la législation sur les sociétés anonymes, c'est-à-dire aux dispositions de la loi du 24 juillet 1966, et n'a plus accès à la redevance audiovisuelle depuis cette date. Ce qui contribuera à fragiliser la société : en 1988 elle perd 120 millions de francs de chiffres d'affaires avec Antenne 2, cette dernière n'ayant commandé que 15 % de son volume annuel de production à la SFP.
De 4 millions de francs en 1985 (pour un chiffre d'affaires de 1,394 milliard de francs et un effectif de 2 551 salariés), le déficit ne cesse de se creuser d'année en année pour atteindre 479 millions de francs en 1990. Le parc Mirapolis ouvre en 1987. La SFP est responsable de nombreuses réalisations pour celui-ci. C'est le cas de la tête de Gargantua, des scènes de cette attraction (conçue par la société et Anne Fourcade) et la SFP est aussi responsable de l'ingénierie,,.
La SFP assure la couverture télévisée internationale d'évènements majeurs, notamment les Jeux Olympiques d'Albertville en 1992. L'organisation de ces évènements médiatiques lui donne un rôle de premier plan. Cette même année, l'ensemble de l'entreprise se trouve divisé en filiales (la quasi-totalité de celles-ci seront ultérieurement regroupées sous la forme d'une société unique, comme initialement lors de sa création en 1975).
La SFP quitte définitivement les studios des Buttes Chaumont pour ceux de Bry-sur-Marne à l'automne 1993 et les vend l'année suivante pour 253 millions de francs à Bouygues qui les détruit en 1996. En 1999, la SFP se sépare du Théâtre de l'Empire et rachète et rouvre les studios de Boulogne qu'elle a rénovés.

### Déclin et vente
Malgré le dynamisme du secteur de la production, la SFP reste en situation de déficit chronique avec un chiffre d'affaires stagnant, malgré une division par deux de ses effectifs depuis 1989 (1 096 personnes en 1994 contre 2 185 en 1989). La masse salariale représente 73 % du chiffre d'affaires de la SFP, ce qui constitue un chiffre supérieur de 30 à 50 % à celui de ses concurrents. Face à cette situation, l'État est conduit à consentir des aides massives à la SFP.
De 1987 à février 1996, l'État a versé, directement ou indirectement, 2 346 millions de francs à la SFP. En conséquence de ces avances, l'État devient le seul actionnaire de la SFP le 8 décembre 1995. Initiée par l'inscription de la SFP sur la liste annexée à la loi n°93-923 de Privatisation du 19 juillet 1993, le processus de privatisation de la SFP démarre en 1996 sans que l'État ne parvienne à trouver un acquéreur.
La vente de la SFP par l'État se concrétise le 8 octobre 2001 avec son rachat pour 4,5 millions d'euros par les groupes Euro Media Télévision et Bolloré.
Le 1er janvier 2010, les activités françaises d'Euro Media Group sont regroupées au sein d'Euro Média France et la SFP disparaît lors de cette réorganisation.
Les Archives de la SFP depuis sa création jusqu'en 2002 sont conservées aux Archives nationales

## Identité visuelle
Le premier logo utilisé par la SFP en 1975 reprenait les ellipses du logo de l'ORTF, dont elle était issue.
Un nouveau logo a ensuite été conçu, utilisant trois bandes verte, rouge et bleue, couleurs de la télévision.

Logo de la SFP du 6 janvier 1975 à 1980
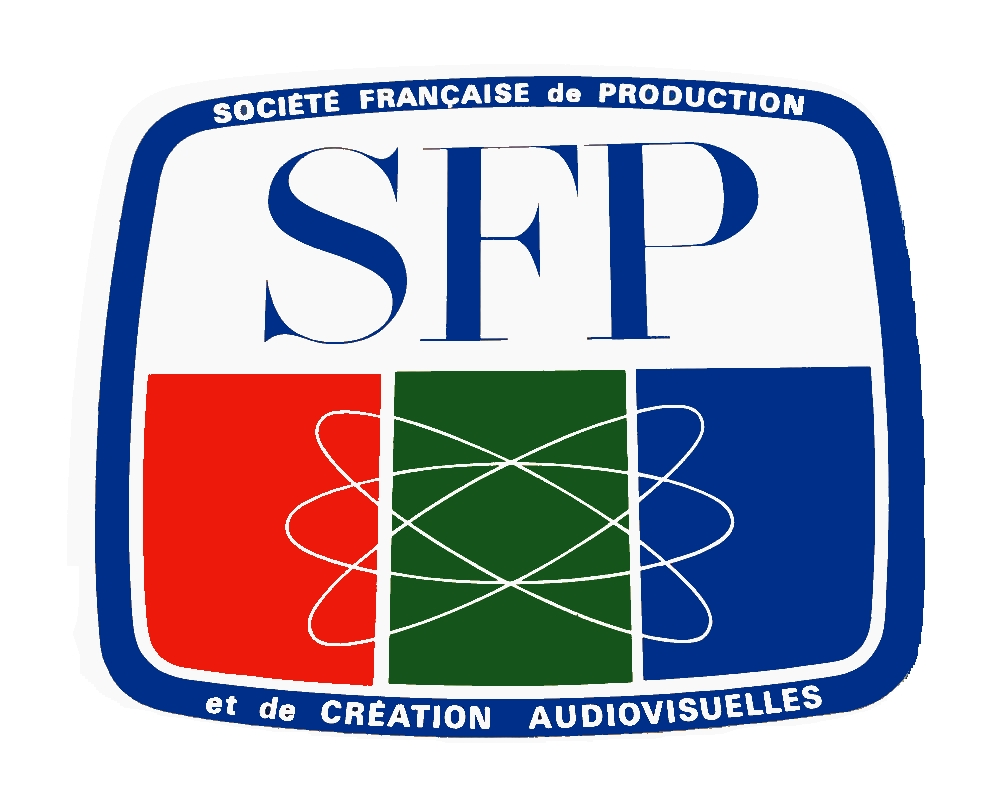
Logo de la SFP de 1980 à 1989
Dernier logo de la SFP, jusqu'au 31 décembre 2009

## Organisation

### Présidents
- Jean-Charles Edeline : 1er janvier 1975 - octobre 1978
- Bertrand Labrusse : octobre 1978 - 14 janvier 1979
- Antoine de Clermont-Tonnerre : 15 janvier 1979 - 30 juin 1981
- Bertrand Labrusse : 1er juillet 1981 - juillet 1986
- François Lemoine[9] : août 1986 - décembre 1987
- Philippe Guilhaume : janvier 1988 - 9 août 1989
- Jean-Pierre Hoss : 10 août 1989 - 12 octobre 1993
- Michel Bassi : octobre 1993 - 27 février 1996
- Jacques Bayle : 28 février 1996 - 3 octobre 1997
- Roland Fiszel : 10 octobre 1997 - 8 octobre 2001

## Filmographie sélective
- 1992 : Mademoiselle Fifi ou Histoire de rire de Claude Santelli
- 1993 : Chacun pour toi de Jean-Michel Ribes
- 1994 : Les patriotes d'Eric Rochant